# Copa da Liga Profissional de Futebol de 2020
A Copa da Liga Profissional do Futebol Argentino de 2020 (em espanhol: Copa de la Liga Profesional de Fútbol de AFA 2020), também conhecida como Copa de la Liga Profesional de 2020 e oficialmente rebatizada como Copa Diego Armando Maradona, é a primeira edição dessa copa do futebol argentino. O torneio é organizado pela Liga Profissional de Futebol (LPF) da Associação do Futebol Argentino (AFA) e conta com a participação dos 24 clubes da Superliga Argentina (primeira divisão argentina) da temporada de 2019–20. A competição começou no dia 30 de outubro de 2020 e terá seu término no dia 24 de janeiro de 2021.
Esta copa foi criada como uma "competição tampão" para cobrir as datas da temporada regular da liga deixada pelo cancelamento da Copa da Superliga Argentina de 2020, esta cancelada por causa da pandemia de COVID-19. Tem como principal objetivo outorgar uma vaga para a Taça Libertadores de 2021, e secundariamente, para a Copa Sul-Americana de 2022.
A final da Fase Campeão foi disputada entre Boca Juniors e Banfield. O Boca Juniors venceu a final na disputa de pênaltis, depois de um empate por 1–1 no tempo normal, e acabou sendo campeão da copa. A Copa Maradona não será contabilizada como uma conquista de liga nacional, mas dá ao Boca Juniors vaga na fase de grupos da edição de 2021 da Libertadores. Como o Boca Juniors já havia se classificado para a Taça Libertadores de 2021 como campeão da Superliga Argentina de 2019–20, o Defensa y Justicia (como o próximo melhor colocado da tabela agregada da Superliga Argentina de 2019–20 e Copa da Superliga Argentina de 2020) herda a vaga e coloca o Vélez Sarsfield direto na fase de grupos. Como o Boca Juniors venceu a Superliga Argentina de 2019–20, ele também se classificou para a Copa Sul-Americana de 2022.

## Regulamento

### Sistema de disputa
A Copa da LPF de 2020 terá as seguintes fases:
- Fase Classificatória: As 24 equipes foram divididas em seis zonas com quatro equipes cada. Os times se enfrentarão entre si, sendo seis jogos (três de ida e três de volta). Os dois primeiros classificados de cada zona avançam para a segunda fase, chamada de fase Campeón de Copa 2020 (Campeão da Copa de 2020). Os dois últimos de cada zona também se classificarão, mas para a fase Complementación de Copa 2020 (Complementação da Copa de 2020).[1][2]
  - Fase Campeão da Copa: Terminada a primeira fase, os 12 times classificados para a fase Campeón de Copa 2020, foram divididos novamente, dessa vez em dois grupos, de seis times cada. As equipes jogarão entre si, em jogos únicos. Os dois primeiros de cada grupo disputaram a grande final, em campo neutro. O campeão se classificaria para a Taça Libertadores de 2021.[1][2]
  - Fase Complementação da Copa: Os doze clubes da Fase Classificatória (Fase Clasificación) que não avançaram para a Fase Campeão da Copa (Fase Campeón), disputaram um torneio paralelo semelhante. Divididos em dois grupos com seis clubes cada, disputaram entre si, os dois primeiros se classificaram para a final, realizada em campo neutro. O vencedor disputa uma repescagem, em campo neutro, contra o vice-campeão da Fase Campeão da Copa (Fase Campeón) para saber quem se classifica à Copa Sul-Americana de 2022.[1][2]

## Sorteios
A Liga Profissional de Futebol da AFA realizou o sorteio da Fase Classificatória (Fase Clasificación) (fase de grupos/zonas) da Copa da Liga Profissional no dia 16 de outubro de 2020, às 14h00, no Complexo Habitacional da AFA em Ezeiza, na Argentina. Os 24 times participantes foram divididos em quatro potes (Pote 1, 2, 3 e 4): o primeiro pote foi composto pelos seis maiores vencedores da primeira divisão do futebol argentino; o segundo pote foi composto pelas demais equipes da Grande Buenos Aires; o terceiro, pelos clubes indiretamente afiliados à AFA; e por fim, o quarto foi composto pelos times oriundos da cidade de La Plata e da província de Santa Fe. O sorteio definiu seis zonas, compostas por quatro integrantes cada uma e oriundos de cada um dos potes.
| Pote 1                                                                                | Pote 2                                                                           | Pote 3                                                                                        | Pote 4                                                                                             |
| ------------------------------------------------------------------------------------- | -------------------------------------------------------------------------------- | --------------------------------------------------------------------------------------------- | -------------------------------------------------------------------------------------------------- |
| - Boca Juniors - Independiente - Racing - River Plate - San Lorenzo - Vélez Sarsfield | - Argentinos Juniors - Arsenal - Banfield - Defensa y Justicia - Huracán - Lanús | - Aldosivi - Atlético Tucumán - Central Córdoba (SdE) - Godoy Cruz - Patronato - Talleres (C) | - Colón - Estudiantes (LP) - Gimnasia y Esgrima (LP) - Newell's Old Boys - Rosario Central - Unión |

Os sorteios da Fase Campeão (Fase Campeón) e da Fase Complementação (Fase Complementación) foi realizado em 7 de dezembro de 2020. Para a Fase Campeão, os primeiros e segundos colocados de cada zona foram alocados, respectivamente, no Pote 1 e Pote 2. Da mesma forma, para a Fase Complementación, os terceiros e quartos colocados de cada zona foram alocados, respectivamente, no Pote 1 e Pote 2. Para cada fase, as 12 equipes classificadas foram sorteadas em dois grupos de seis contendo três equipes de cada um dos dois potes. Equipes da mesma zona não puderam ser sorteadas para o mesmo grupo.
| Pote 1 | Pote 2 |
| --- | --- |
| - Atlético Tucumán (Zona 1) - Colón (Zona 2) - River Plate (Zona 3) - Boca Juniors (Zona 4) - San Lorenzo (Zona 5) - Huracán (Zona 6) | - Arsenal (Zona 1) - Independiente (Zona 2) - Banfield (Zona 3) - Talleres (C) (Zona 4) - Argentinos Juniors (Zona 5) - Gimnasia y Esgrima (LP) (Zona 6) |

| Pote 1 | Pote 2 |
| --- | --- |
| - Unión (Zona 1) - Central Córdoba (SdE) (Zona 2) - Rosario Central (Zona 3) - Newell's Old Boys (Zona 4) - Unión (Zona 5) - Vélez Sarsfield (Zona 6) | - Racing (Zona 1) - Defensa y Justicia (Zona 2) - Godoy Cruz (Zona 3) - Lanús (Zona 4) - Estudiantes (LP) (Zona 5) - Patronato (Zona 6) |

## Fase Classificatória
Na Fase Classificatória (Fase Clasificación) (fase de grupos/zonas), cada zona é disputada em partidas de ida e volta no sistema de pontos corridos. Os times são classificados de acordo com os seguintes critérios: 1) Pontos ganhos (3 pontos por vitória, 1 ponto por empate e 0 pontos por derrota); 2) Saldo de gols; 3) Gols marcados; 4) Pontos ganhos no confronto direto; 5) Saldo de gols no confronto direto; 6) Gols marcados no confronto direto.
Os dois primeiros colocados de cada zona avançam para a Fase Campeão (Fase Campeón) na busca pelo título e por uma vaga na Libertadores de 2021, enquanto os dois últimos colocados avançam para a Fase Complementação (Fase Complementación) na busca por uma vaga na repescagem pela vaga na Copa Sul-Americana de 2022.

### Zona 1
| Pos | Equipe           | Pts | J | V | E | D | GP | GC | SG  | Classificação       |  | ATU | ARS | UNI | RAC |
| --- | ---------------- | --- | - | - | - | - | -- | -- | --- | ------------------- |  | --- | --- | --- | --- |
| 1   | Atlético Tucumán | 18  | 6 | 6 | 0 | 0 | 19 | 8  | +11 | Fase Campeão        |  | —   | 3–2 | 3–1 | 2–0 |
| 2   | Arsenal          | 7   | 6 | 2 | 1 | 3 | 8  | 8  | 0   | Fase Campeão        |  | 1–2 | —   | 2–3 | 1–0 |
| 3   | Unión            | 7   | 6 | 2 | 1 | 3 | 9  | 11 | −2  | Fase Complementação |  | 3–5 | 0–0 | —   | 2–0 |
| 4   | Racing           | 3   | 6 | 1 | 0 | 5 | 2  | 11 | −9  | Fase Complementação |  | 1–4 | 0–2 | 1–0 | —   |

### Zona 2
| Pos | Equipe                | Pts | J | V | E | D | GP | GC | SG | Classificação       |  | COL | IND | CCO | DYJ |
| --- | --------------------- | --- | - | - | - | - | -- | -- | -- | ------------------- |  | --- | --- | --- | --- |
| 1   | Colón                 | 13  | 6 | 4 | 1 | 1 | 11 | 3  | +8 | Fase Campeão        |  | —   | 1–2 | 2–0 | 2–0 |
| 2   | Independiente         | 12  | 6 | 3 | 3 | 0 | 5  | 2  | +3 | Fase Campeão        |  | 1–1 | —   | 0–0 | 1–0 |
| 3   | Central Córdoba (SdE) | 5   | 6 | 1 | 2 | 3 | 5  | 9  | −4 | Fase Complementação |  | 0–2 | 0–1 | —   | 2–2 |
| 4   | Defensa y Justicia    | 2   | 6 | 0 | 2 | 4 | 4  | 11 | −7 | Fase Complementação |  | 0–3 | 0–0 | 2–3 | —   |

### Zona 3
| Pos | Equipe          | Pts | J | V | E | D | GP | GC | SG | Classificação       |  | RIV | BAN | ROS | GOD |
| --- | --------------- | --- | - | - | - | - | -- | -- | -- | ------------------- |  | --- | --- | --- | --- |
| 1   | River Plate     | 15  | 6 | 5 | 0 | 1 | 11 | 5  | +6 | Fase Campeão        |  | —   | 1–3 | 2–1 | 3–1 |
| 2   | Banfield        | 11  | 6 | 3 | 2 | 1 | 9  | 6  | +3 | Fase Campeão        |  | 0–2 | —   | 1–1 | 1–0 |
| 3   | Rosario Central | 7   | 6 | 2 | 1 | 3 | 7  | 10 | −3 | Fase Complementação |  | 0–2 | 2–4 | —   | 2–1 |
| 4   | Godoy Cruz      | 1   | 6 | 0 | 1 | 5 | 2  | 8  | −6 | Fase Complementação |  | 0–1 | 0–0 | 0–1 | —   |

### Zona 4
| Pos | Equipe            | Pts | J | V | E | D | GP | GC | SG | Classificação       |  | BOC | TAL | NOB | LAN |
| --- | ----------------- | --- | - | - | - | - | -- | -- | -- | ------------------- |  | --- | --- | --- | --- |
| 1   | Boca Juniors      | 10  | 6 | 3 | 1 | 2 | 7  | 4  | +3 | Fase Campeão        |  | —   | 0–1 | 2–0 | 1–2 |
| 2   | Talleres (C)      | 9   | 6 | 2 | 3 | 1 | 6  | 4  | +2 | Fase Campeão        |  | 0–0 | —   | 3–1 | 1–1 |
| 3   | Newell's Old Boys | 7   | 6 | 2 | 1 | 3 | 9  | 11 | −2 | Fase Complementação |  | 0–2 | 1–1 | —   | 3–1 |
| 4   | Lanús             | 7   | 6 | 2 | 1 | 3 | 8  | 11 | −3 | Fase Complementação |  | 1–2 | 1–0 | 2–4 | —   |

### Zona 5
| Pos | Equipe             | Pts | J | V | E | D | GP | GC | SG | Classificação       |  | SLO | ARG | ALD | EST |
| --- | ------------------ | --- | - | - | - | - | -- | -- | -- | ------------------- |  | --- | --- | --- | --- |
| 1   | San Lorenzo        | 12  | 6 | 3 | 3 | 0 | 8  | 1  | +7 | Fase Campeão        |  | —   | 2–0 | 0–0 | 2–0 |
| 2   | Argentinos Juniors | 10  | 6 | 3 | 1 | 2 | 6  | 4  | +2 | Fase Campeão        |  | 0–0 | —   | 0–1 | 1–0 |
| 3   | Aldosivi           | 8   | 6 | 2 | 2 | 2 | 4  | 8  | −4 | Fase Complementação |  | 1–4 | 1–4 | —   | 0–0 |
| 4   | Estudiantes (LP)   | 2   | 6 | 0 | 2 | 4 | 0  | 5  | −5 | Fase Complementação |  | 0–0 | 0–1 | 0–1 | —   |

### Zona 6
| Pos | Equipe                  | Pts | J | V | E | D | GP | GC | SG | Classificação       |  | HUR | GLP | VEL | PAT |
| --- | ----------------------- | --- | - | - | - | - | -- | -- | -- | ------------------- |  | --- | --- | --- | --- |
| 1   | Huracán                 | 11  | 6 | 3 | 2 | 1 | 8  | 6  | +2 | Fase Campeão        |  | —   | 3–2 | 1–2 | 1–0 |
| 2   | Gimnasia y Esgrima (LP) | 9   | 6 | 2 | 3 | 1 | 8  | 5  | +3 | Fase Campeão        |  | 0–0 | —   | 2–2 | 3–0 |
| 3   | Vélez Sarsfield         | 9   | 6 | 2 | 3 | 1 | 6  | 5  | +1 | Fase Complementação |  | 1–1 | 0–1 | —   | 1–0 |
| 4   | Patronato               | 2   | 6 | 0 | 2 | 4 | 1  | 7  | −6 | Fase Complementação |  | 1–2 | 0–0 | 0–0 | —   |

### Resultados
| 30 de outubro de 2020 | Gimnasia y Esgrima (LP) | 3 – 0 | Patronato | La Plata                      |  |
| 19:00                 |                         |       |           | Estádio: Juan Carmelo Zerillo |  |

| 30 de outubro de 2020 | Talleres (C) | 3 – 1 | Newell's Old Boys | Córdoba                       |  |
| 21:15                 |              |       |                   | Estádio: Mario Alberto Kempes |  |

| 31 de outubro de 2020 | Aldosivi | 0 – 0 | Estudiantes (LP) | Mar del Plata               |  |
| 14:00                 |          |       |                  | Estádio: José María Minella |  |

| 31 de outubro de 2020 | Vélez Sarsfield | 1 – 1 | Huracán | Buenos Aires             |  |
| 16:15                 |                 |       |         | Estádio: José Amalfitani |  |

| 31 de outubro de 2020 | Argentinos Juniors | 0 – 0 | San Lorenzo | Buenos Aires                    |  |
| 18:45                 |                    |       |             | Estádio: Diego Armando Maradona |  |

| 31 de outubro de 2020 | Lanús | 1 – 2 | Boca Juniors | Lanús                                        |  |
| 21:15                 |       |       |              | Estádio: Ciudad de Lanús – Nestor Díaz Pérez |  |

| 1 de novembro de 2020 | Defensa y Justicia | 0 – 3 | Colón | Florencio Varela             |  |
| 11:00                 |                    |       |       | Estádio: Norberto Tomaghello |  |

| 1 de novembro de 2020 | Unión | 0 – 0 | Arsenal | Santa Fé             |  |
| 14:00                 |       |       |         | Estádio: 15 de Abril |  |

| 1 de novembro de 2020 | Racing | 1 – 4 | Atlético Tucumán | Avellaneda                |  |
| 16:15                 |        |       |                  | Estádio: Presidente Perón |  |

| 1 de novembro de 2020 | Central Córdoba (SdE) | 0 – 1 | Independiente | Santiago del Estero      |  |
| 18:45                 |                       |       |               | Estádio: Alfredo Terrera |  |

| 2 de novembro de 2020 | Rosario Central | 2 – 1 | Godoy Cruz | Rosário                           |  |
| 21:15                 |                 |       |            | Estádio: Dr. Lisandro de la Torre |  |

| 3 de novembro de 2020 | River Plate | 1 – 3 | Banfield | Avellaneda                       |  |
| 21:00                 |             |       |          | Estádio: Libertadores de América |  |

| 6 de novembro de 2020 | Patronato | 1 – 2 | Huracán | Paraná                               |  |
| 19:00                 |           |       |         | Estádio: Presbítero Bartolomé Grella |  |

| 6 de novembro de 2020 | Argentinos Juniors | 0 – 1 | Aldosivi | Buenos Aires                    |  |
| 21:15                 |                    |       |          | Estádio: Diego Armando Maradona |  |

| 7 de novembro de 2020 | Banfield | 1 – 0 | Godoy Cruz | Banfield                |  |
| 16:00                 |          |       |            | Estádio: Florencio Sola |  |

| 7 de novembro de 2020 | San Lorenzo | 2 – 0 | Estudiantes (LP) | Buenos Aires            |  |
| 18:30                 |             |       |                  | Estádio: Pedro Bidegain |  |

| 7 de novembro de 2020 | River Plate | 2 – 1 | Rosario Central | Avellaneda                       |  |
| 21:15                 |             |       |                 | Estádio: Libertadores de América |  |

| 8 de novembro de 2020 | Arsenal | 1 – 2 | Atlético Tucumán | Sarandí                          |  |
| 11:00                 |         |       |                  | Estádio: Julio Humberto Grondona |  |

| 8 de novembro de 2020 | Gimnasia y Esgrima (LP) | 2 – 2 | Vélez Sarsfield | La Plata                      |  |
| 16:15                 |                         |       |                 | Estádio: Juan Carmelo Zerillo |  |

| 8 de novembro de 2020 | Unión | 2 – 0 | Racing | Santa Fé             |  |
| 18:45                 |       |       |        | Estádio: 15 de Abril |  |

| 8 de novembro de 2020 | Newell's Old Boys | 0 – 2 | Boca Juniors | Rosário                 |  |
| 21:15                 |                   |       |              | Estádio: Marcelo Bielsa |  |

| 9 de novembro de 2020 | Independiente | 1 – 1 | Colón | Avellaneda                       |  |
| 17:00                 |               |       |       | Estádio: Libertadores de América |  |

| 9 de novembro de 2020 | Talleres (C) | 1 – 1 | Lanús | Córdoba                       |  |
| 19:15                 |              |       |       | Estádio: Mario Alberto Kempes |  |

| 9 de novembro de 2020 | Central Córdoba (SdE) | 2 – 2 | Defensa y Justicia | Santiago del Estero      |  |
| 21:30                 |                       |       |                    | Estádio: Alfredo Terrera |  |

| 13 de novembro de 2020 | Rosario Central | 2 – 4 | Banfield | Rosário                           |  |
| 19:00                  |                 |       |          | Estádio: Dr. Lisandro de la Torre |  |

| 13 de novembro de 2020 | Atlético Tucumán | 3 – 1 | Unión | San Miguel de Tucumán           |  |
| 21:15                  |                  |       |       | Estádio: Monumental José Fierro |  |

| 14 de novembro de 2020 | Aldosivi | 1 – 4 | San Lorenzo | Mar del Plata               |  |
| 14:00                  |          |       |             | Estádio: José María Minella |  |

| 14 de novembro de 2020 | Lanús | 2 – 4 | Newell's Old Boys | Lanús                                        |  |
| 16:15                  |       |       |                   | Estádio: Ciudad de Lanús – Nestor Díaz Pérez |  |

| 14 de novembro de 2020 | Racing | 0 – 2 | Arsenal | Avellaneda                |  |
| 18:45                  |        |       |         | Estádio: Presidente Perón |  |

| 14 de novembro de 2020 | Godoy Cruz | 0 – 1 | River Plate | Mendoza                      |  |
| 21:15                  |            |       |             | Estádio: Malvinas Argentinas |  |

| 15 de novembro de 2020 | Huracán | 3 – 2 | Gimnasia y Esgrima (LP) | Buenos Aires               |  |
| 14:00                  |         |       |                         | Estádio: Tomás Adolfo Ducó |  |

| 15 de novembro de 2020 | Estudiantes (LP) | 0 – 1 | Argentinos Juniors | La Plata                    |  |
| 16:15                  |                  |       |                    | Estádio: Jorge Luis Hirschi |  |

| 15 de novembro de 2020 | Defensa y Justicia | 0 – 0 | Independiente | Florencio Varela             |  |
| 18:45                  |                    |       |               | Estádio: Norberto Tomaghello |  |

| 15 de novembro de 2020 | Boca Juniors | 0 – 1 | Talleres (C) | Buenos Aires          |  |
| 21:15                  |              |       |              | Estádio: La Bombonera |  |

| 16 de novembro de 2020 | Vélez Sarsfield | 1 – 0 | Patronato | Buenos Aires             |  |
| 19:00                  |                 |       |           | Estádio: José Amalfitani |  |

| 16 de novembro de 2020 | Colón | 2 – 0 | Central Córdoba (SdE) | Santa Fé                                    |  |
| 21:15                  |       |       |                       | Estádio: Brigadier General Estanislao López |  |

| 19 de novembro de 2020 | Atlético Tucumán | 2 – 0 | Racing | San Miguel de Tucumán           |  |
| 21:15                  |                  |       |        | Estádio: Monumental José Fierro |  |

| 20 de novembro de 2020 | Arsenal | 2 – 3 | Unión | Sarandí                          |  |
| 17:10                  |         |       |       | Estádio: Julio Humberto Grondona |  |

| 20 de novembro de 2020 | Boca Juniors | 1 – 2 | Lanús | Buenos Aires          |  |
| 19:20                  |              |       |       | Estádio: La Bombonera |  |

| 20 de novembro de 2020 | Banfield | 0 – 2 | River Plate | Banfield                |  |
| 21:30                  |          |       |             | Estádio: Florencio Sola |  |

| 21 de novembro de 2020 | Colón | 2 – 0 | Defensa y Justicia | Santa Fé                                    |  |
| 17:10                  |       |       |                    | Estádio: Brigadier General Estanislao López |  |

| 21 de novembro de 2020 | Huracán | 1 – 2 | Vélez Sarsfield | Buenos Aires               |  |
| 19:20                  |         |       |                 | Estádio: Tomás Adolfo Ducó |  |

| 21 de novembro de 2020 | Independiente | 0 – 0 | Central Córdoba (SdE) | Avellaneda                       |  |
| 21:30                  |               |       |                       | Estádio: Libertadores de América |  |

| 22 de novembro de 2020 | Estudiantes (LP) | 0 – 1 | Aldosivi | La Plata                    |  |
| 17:10                  |                  |       |          | Estádio: Jorge Luis Hirschi |  |

| 22 de novembro de 2020 | Patronato | 0 – 0 | Gimnasia y Esgrima (LP) | Paraná                               |  |
| 19:20                  |           |       |                         | Estádio: Presbítero Bartolomé Grella |  |

| 22 de novembro de 2020 | San Lorenzo | 2 – 0 | Argentinos Juniors | Buenos Aires            |  |
| 21:30                  |             |       |                    | Estádio: Pedro Bidegain |  |

| 23 de novembro de 2020 | Godoy Cruz | 0 – 1 | Rosario Central | Mendoza                      |  |
| 19:00                  |            |       |                 | Estádio: Malvinas Argentinas |  |

| 23 de novembro de 2020 | Newell's Old Boys | 1 – 1 | Talleres (C) | Rosário                 |  |
| 21:15                  |                   |       |              | Estádio: Marcelo Bielsa |  |

| 28 de novembro de 2020 | Racing | 1 – 0 | Unión | Avellaneda                |  |
| 17:10                  |        |       |       | Estádio: Presidente Perón |  |

| 28 de novembro de 2020 | Colón | 1 – 2 | Independiente | Santa Fé                                    |  |
| 19:20                  |       |       |               | Estádio: Brigadier General Estanislao López |  |

| 28 de novembro de 2020 | Vélez Sarsfield | 0 – 1 | Gimnasia y Esgrima (LP) | Buenos Aires             |  |
| 19:20                  |                 |       | 22' Coronel             | Estádio: José Amalfitani |  |

| 28 de novembro de 2020 | Godoy Cruz | 0 – 0 | Banfield | Mendoza                      |  |
| 21:30                  |            |       |          | Estádio: Malvinas Argentinas |  |

| 28 de novembro de 2020 | Rosario Central | 0 – 2 | River Plate | Rosário                           |  |
| 21:30                  |                 |       |             | Estádio: Dr. Lisandro de la Torre |  |

| 29 de novembro de 2020 | Defensa y Justicia | 2 – 3 | Central Córdoba (SdE) | Florencio Varela             |  |
| 17:10                  |                    |       |                       | Estádio: Norberto Tomaghello |  |

| 29 de novembro de 2020 | Boca Juniors | 2 – 0 | Newell's Old Boys | Buenos Aires          |  |
| 19:20                  |              |       |                   | Estádio: La Bombonera |  |

| 29 de novembro de 2020 | Lanús | 1 – 0 | Talleres (C) | Lanús                                        |  |
| 21:30                  |       |       |              | Estádio: Ciudad de Lanús – Nestor Díaz Pérez |  |

| 29 de novembro de 2020 | Huracán  | 1 – 0 | Patronato | Buenos Aires               |  |
| 21:30                  | Garro 9' |       |           | Estádio: Tomás Adolfo Ducó |  |

| 30 de novembro de 2020 | Aldosivi | 1 – 4 | Argentinos Juniors | Mar del Plata               |  |
| 17:10                  |          |       |                    | Estádio: José María Minella |  |

| 30 de novembro de 2020 | Atlético Tucumán | 3 – 2 | Arsenal | San Miguel de Tucumán           |  |
| 19:20                  |                  |       |         | Estádio: Monumental José Fierro |  |

| 30 de novembro de 2020 | Estudiantes (LP) | 0 – 0 | San Lorenzo | La Plata                    |  |
| 21:30                  |                  |       |             | Estádio: Jorge Luis Hirschi |  |

| 4 de dezembro de 2020 | Central Córdoba (SdE) | 0 – 2 | Colón | Santiago del Estero      |  |
| 19:20                 |                       |       |       | Estádio: Alfredo Terrera |  |

| 4 de dezembro de 2020 | Banfield | 1 – 1 | Rosario Central | Banfield                |  |
| 21:30                 |          |       |                 | Estádio: Florencio Sola |  |

| 5 de dezembro de 2020 | Arsenal | 1 – 0 | Racing | Sarandí                          |  |
| 17:10                 |         |       |        | Estádio: Julio Humberto Grondona |  |

| 5 de dezembro de 2020 | Unión | 3 – 5 | Atlético Tucumán | Santa Fé             |  |
| 17:10                 |       |       |                  | Estádio: 15 de Abril |  |

| 5 de dezembro de 2020 | Gimnasia y Esgrima (LP) | 0 – 0 | Huracán | La Plata                      |  |
| 19:20                 |                         |       |         | Estádio: Juan Carmelo Zerillo |  |

| 5 de dezembro de 2020 | Patronato | 0 – 0 | Vélez Sarsfield | Paraná                               |  |
| 19:20                 |           |       |                 | Estádio: Presbítero Bartolomé Grella |  |

| 5 de dezembro de 2020 | River Plate | 3 – 1 | Godoy Cruz | Avellaneda                       |  |
| 21:30                 |             |       |            | Estádio: Libertadores de América |  |

| 6 de dezembro de 2020 | Independiente | 1 – 0 | Defensa y Justicia | Avellaneda                       |  |
| 19:10                 |               |       |                    | Estádio: Libertadores de América |  |

| 6 de dezembro de 2020 | Talleres (C) | 0 – 0 | Boca Juniors | Córdoba                       |  |
| 21:30                 |              |       |              | Estádio: Mario Alberto Kempes |  |

| 6 de dezembro de 2020 | Newell's Old Boys | 3 – 1 | Lanús | Rosário                 |  |
| 21:30                 |                   |       |       | Estádio: Marcelo Bielsa |  |

| 7 de dezembro de 2020 | San Lorenzo | 0 – 0 | Aldosivi | Buenos Aires            |  |
| 19:10                 |             |       |          | Estádio: Pedro Bidegain |  |

| 7 de dezembro de 2020 | Argentinos Juniors | 1 – 0 | Estudiantes (LP) | Buenos Aires                    |  |
| 19:10                 |                    |       |                  | Estádio: Diego Armando Maradona |  |

Fonte: AFA (em castelhano), LPF (em castelhano), Olé (em castelhano), Soccerway (em português), Goal (em português) e Promiedos (em castelhano).

## Fase Campeão da Copa
Na Fase Campeão (Fase Campeón), cada grupo foi composto por três líderes e três segundos colocados de cada zona da Fase Classificatória (Fase Clasificación). Os jogos dos grupos foram disputados em turno único de 5 rodadas no sistema de pontos corridos, sendo que os líderes de cada zona da fase anterior tiveram direito a três partidas como mandante. Os times foram classificados de acordo com os seguintes critérios: 1) Pontos ganhos (3 pontos por vitória, 1 ponto por empate e 0 pontos por derrota); 2) Saldo de gols; 3) Gols marcados; 4) Pontos ganhos no confronto direto; 5) Saldo de gols no confronto direto; 6) Gols marcados no confronto direto).
A partida final da Fase Campeão (Fase Campeón) foi disputada entre os líderes de cada grupo em campo neutro. Em caso de empate ao final do tempo regulamentar, o desempate para determinar o campeão se deu na disputa por pênaltis. O campeão asseguraria uma vaga na Taça Libertadores de 2021.

### Grupo A
| Pos | Equipe             | Pts | J | V | E | D | GP | GC | SG | Classificação         |     | BOC | RIV | ARG | ARS | IND | HUR |
| --- | ------------------ | --- | - | - | - | - | -- | -- | -- | --------------------- | --- | --- | --- | --- | --- | --- | --- |
| 1   | Boca Juniors       | 9   | 5 | 2 | 3 | 0 | 10 | 6  | +4 | Final da Fase Campeão |     | —   | 2–2 | —   | 1–1 | —   | 3–0 |
| 2   | River Plate        | 8   | 5 | 2 | 2 | 1 | 8  | 7  | +1 |                       |     | —   | —   | 1–1 | 2–1 | 0–2 | —   |
| 3   | Argentinos Juniors | 8   | 5 | 2 | 2 | 1 | 5  | 5  | 0  |                       | 2–2 | —   | —   | —   | 0–2 | —   |     |
| 4   | Arsenal            | 7   | 5 | 2 | 1 | 2 | 7  | 7  | 0  |                       | —   | —   | 0–1 | —   | —   | 1–0 |     |
| 5   | Independiente      | 6   | 5 | 2 | 0 | 3 | 10 | 9  | +1 |                       | 1–2 | —   | —   | 3–4 | —   | —   |     |
| 6   | Huracán            | 3   | 5 | 1 | 0 | 4 | 4  | 10 | −6 |                       | —   | 1–3 | 0–1 | —   | 3–2 | —   |     |

### Grupo B
| Pos | Equipe                  | Pts | J | V | E | D | GP | GC | SG | Classificação         |     | BAN | TAL | GLP | COL | SLO | ATU |
| --- | ----------------------- | --- | - | - | - | - | -- | -- | -- | --------------------- | --- | --- | --- | --- | --- | --- | --- |
| 1   | Banfield                | 12  | 5 | 4 | 0 | 1 | 12 | 6  | +6 | Final da Fase Campeão |     | —   | —   | 2–1 | —   | 4–1 | —   |
| 2   | Talleres (C)            | 11  | 5 | 3 | 2 | 0 | 10 | 6  | +4 |                       |     | 3–2 | —   | —   | —   | —   | 1–1 |
| 3   | Gimnasia y Esgrima (LP) | 7   | 5 | 2 | 1 | 2 | 7  | 6  | +1 |                       | —   | 2–2 | —   | —   | —   | 0–1 |     |
| 4   | Colón                   | 4   | 5 | 1 | 1 | 3 | 6  | 8  | −2 |                       | 1–2 | 1–2 | 0–2 | —   | —   | —   |     |
| 5   | San Lorenzo             | 4   | 5 | 1 | 1 | 3 | 7  | 11 | −4 |                       | —   | 0–2 | 1–2 | 2–2 | —   | —   |     |
| 6   | Atlético Tucumán        | 4   | 5 | 1 | 1 | 3 | 3  | 8  | −5 |                       | 0–2 | —   | —   | 0–2 | 1–3 | —   |     |

### Resultados
| 12 de dezembro de 2020 | Colón | 0 – 2     | Gimnasia y Esgrima (LP)                   | Santa Fé                                                            |  |
| 17:10                  |       | Relatório | Marcelo Weigandt 29' · Nicolás Contín 46' | Estádio: Brigadier General Estanislao López Árbitro: Germán Delfino |  |

| 12 de dezembro de 2020 | Boca Juniors       | 1 – 1     | Arsenal          | Buenos Aires                                       |  |
| 19:20                  | Diego González 29' | Relatório | Facundo Pons 89' | Estádio: Alberto J. Armando Árbitro: Darío Herrera |  |

| 12 de dezembro de 2020 | San Lorenzo | 0 – 2     | Talleres (C)                           | Buenos Aires                                       |  |
| 21:30                  |             | Relatório | Nicolás Contín 17' · Diego Valoyes 51' | Estádio: Pedro Bidegain Árbitro: Fernando Espinoza |  |

| 13 de dezembro de 2020 | River Plate        | 1 – 1     | Argentinos Juniors | Avellaneda                                               |  |
| 19:20                  | Julián Álvarez 27' | Relatório | Mateo Coronel 65'  | Estádio: Libertadores de América Árbitro: Mauro Vigliano |  |

| 13 de dezembro de 2020 | Huracán                                                     | 3 – 2     | Independiente                              | Buenos Aires                                         |  |
| 21:30                  | Ayrton Costa 45+1' · Santiago Hezze 67' · Andrés Chávez 74' | Relatório | Ezequiel Navarro 5' · Nicolás Messiniti 9' | Estádio: Tomás Adolfo Ducó Árbitro: Nicolás Lamolina |  |

| 14 de dezembro de 2020 | Atlético Tucumán | 0 – 2     | Banfield                                   | Tucumán                                                               |  |
| 21:30                  |                  | Relatório | Giuliano Galoppo 13' · Agustín Fontana 35' | Estádio: Monumental Preidente José Fierro Árbitro: Fernando Rapallini |  |

| 18 de dezembro de 2020 | Arsenal | 0 – 1     | Argentinos Juniors | Sarandí                                                      |  |
| 21:10                  |         | Relatório | Gabriel Hauche 43' | Estádio: Julio Humberto Grondona Árbitro: Hernán Mastrángelo |  |

| 19 de dezembro de 2020 | San Lorenzo                                  | 2 – 2     | Colón                                         | Buenos Aires                                   |  |
| 19:20                  | Bruno Pittón 20' · Óscar Romero 90+1' (pen.) | Relatório | Wilson Morelo 70' · Luis Miguel Rodríguez 76' | Estádio: Pedro Bidegain Árbitro: Andrés Merlos |  |

| 19 de dezembro de 2020 | Talleres (C)      | 1 – 1     | Atlético Tucumán | Córdoba                                                 |  |
| 21:30                  | Mateo Retegui 73' | Relatório | Javier Toledo 7' | Estádio: Mario Alberto Kempes Árbitro: Nicolás Lamolina |  |

| 20 de dezembro de 2020 | Independiente     | 1 – 2     | Boca Juniors                           | Avellaneda                                               |  |
| 19:20                  | Silvio Romero 20' | Relatório | Franco Soldano 82' · Edwin Cardona 90' | Estádio: Libertadores de América Árbitro: Mauro Vigliano |  |

| 20 de dezembro de 2020 | Huracán                  | 1 – 3     | River Plate                                     | Buenos Aires                                       |  |
| 21:30                  | Andrés Chávez 65' (pen.) | Relatório | Matías Suárez 26' · Nicolás De La Cruz 33', 83' | Estádio: Tomás Adolfo Ducó Árbitro: Germán Delfino |  |

| 21 de dezembro de 2020 | Banfield                                       | 2 – 1     | Gimnasia y Esgrima (LP) | Banfield                                       |  |
| 21:30                  | Agustín Fontana 1' · Jesús Dátolo 90+7' (pen.) | Relatório | Matías García 46'       | Estádio: Florencio Sola Árbitro: Darío Herrera |  |

| 27 de dezembro de 2020 | Boca Juniors                                | 3 – 0     | Huracán | Buenos Aires                                     |  |
| 19:20                  | - Ramón Ábila 25', 44' - Agustín Obando 89' | Relatório |         | Estádio: Alberto J. Armando Árbitro: Ariel Penel |  |

| 27 de dezembro de 2020 | River Plate                                 | 2 – 1     | Arsenal               | Avellaneda                                                  |  |
| 21:30                  | - Ignacio Fernández 55' - Matías Suárez 66' | Relatório | - Jhonatan Candia 83' | Estádio: Libertadores de América Árbitro: Fernando Espinoza |  |

| 28 de dezembro de 2020 | Argentinos Juniors | 0 – 2     | Independiente                              | Buenos Aires                                                |  |
| 19:20                  |                    | Relatório | - Jonathan Menéndez 23' - Alan Velasco 70' | Estádio: Diego Armando Maradona Árbitro: Fernando Echenique |  |

| 28 de dezembro de 2020 | Colón                       | 1 – 2     | Banfield                                     | Santa Fé                                                           |  |
| 21:30                  | - Luis Miguel Rodríguez 35' | Relatório | - Giuliano Galoppo 60' - Mauricio Asenjo 86' | Estádio: Brigadier General Estanislao López Árbitro: Néstor Pitana |  |

| 28 de dezembro de 2020 | Gimnasia y Esgrima (LP)                    | 2 – 2     | Talleres (C)                                | La Plata                                             |  |
| 21:30                  | - Leonardo Morales 49' - Bruno Palazzo 79' | Relatório | - Juan Ignacio Méndez 44' - Joel Soñora 84' | Estádio: Juan Carmelo Zerillo Árbitro: Silvio Trucco |  |

| 29 de dezembro de 2020 | Atlético Tucumán       | 1 – 3     | San Lorenzo                                                  | Tucumán                                                              |  |
| 21:30                  | - Leonardo Heredia 49' | Relatório | - Ángel Romero 5' - Nicolás Fernández 74' - Juan Ramírez 87' | Estádio: Monumental Presidente José Fierro Árbitro: Pablo Echavarría |  |

| 2 de janeiro de 2021 | Boca Juniors                           | 2 – 2     | River Plate                                      | Buenos Aires                                            |  |
| 21:30                | - Ramón Ábila 9' - Sebastián Villa 85' | Relatório | - Federico Girotti 73' - Rafael Santos Borré 76' | Estádio: Alberto J. Armando Árbitro: Fernando Rapallini |  |

| 3 de janeiro de 2021 | Independiente                                                 | 3 – 4     | Arsenal                                                               | Avellaneda                                              |  |
| 17:10                | - Lucas Romero 32' - Jonathan Menéndez 67' - Alan Velasco 82' | Relatório | - Lucas Albertengo 14' - Jhonatan Candia 58' - Ramiro Luna 72', 90+3' | Estádio: Libertadores de América Árbitro: Néstor Pitana |  |

| 4 de janeiro de 2021 | San Lorenzo        | 1 – 2     | Gimnasia y Esgrima (LP)                | Buenos Aires                                      |  |
| 19:20                | - Ángel Romero 77' | Relatório | - Eric Ramírez 74' - Lucas Barrios 88' | Estádio: Pedro Bidegain Árbitro: Nicolás Lamolina |  |

| 4 de janeiro de 2021 | Talleres (C)                                                         | 3 – 2     | Banfield                                        | Córdoba                                                 |  |
| 21:30                | - Franco Fragapane 3' - Tomás Pochettino 45+4' - Diego Valoyes 90+2' | Relatório | - Giuliano Galoppo 25' - Juan Pablo Álvarez 87' | Estádio: Mario Alberto Kempes Árbitro: Patricio Loustau |  |

| 5 de janeiro de 2021 | Huracán | 0 – 1     | Argentinos Juniors  | Buenos Aires                                      |  |
| 19:20                |         | Relatório | - Matías Romero 61' | Estádio: Tomás Adolfo Ducó Árbitro: Andrés Merlos |  |

| 5 de janeiro de 2021 | Atlético Tucumán | 0 – 2     | Colón                                              | Tucumán                                                            |  |
| 21:30                |                  | Relatório | - Luis Miguel Rodríguez 82' - Facundo Farías 90+4' | Estádio: Monumental Presidente José Fierro Árbitro: Andrés Gariano |  |

| 9 de janeiro de 2021 | River Plate | 0 – 2     | Independiente           | Banfield                                    |  |
| 21:30                |             | Relatório | - Alan Velasco 24', 39' | Estádio: Florencio Sola Árbitro: Diego Abal |  |

| 9 de janeiro de 2021 | Argentinos Juniors                | 2 – 2     | Boca Juniors                         | Buenos Aires                                               |  |
| 21:30                | - Diego Sosa 9' - Fausto Vera 87' | Relatório | - Mauro Zárate 24' - Ramón Ábila 60' | Estádio: Diego Armando Maradona Árbitro: Fernando Espinoza |  |

| 10 de janeiro de 2021 | Arsenal          | 1 – 0     | Huracán | Sarandí                                                  |  |
| 19:20                 | - Bruno Báez 25' | Relatório |         | Estádio: Julio Humberto Grondona Árbitro: Nazareno Arasa |  |

| 10 de janeiro de 2021 | Gimnasia y Esgrima (LP) | 0 – 1     | Atlético Tucumán    | La Plata                                                |  |
| 21:30                 |                         | Relatório | - Marcelo Ortiz 61' | Estádio: Juan Carmelo Zerillo Árbitro: Patricio Loustau |  |

| 10 de janeiro de 2021 | Banfield                                                                                     | 4 – 1     | San Lorenzo          | Banfield                                            |  |
| 21:30                 | - Fabián Bordagaray 44' - Agustín Fontana 59' - Martín Payero 88' - Juan Pablo Álvarez 90+1' | Relatório | - Víctor Salazar 63' | Estádio: Florencio Sola Árbitro: Fernando Rapallini |  |

| 10 de janeiro de 2021 | Colón                | 1 – 2     | Talleres (C)                              | Santa Fé                                                           |  |
| 21:30                 | - Tomás Sandoval 57' | Relatório | - Diego Valoyes 30' - Nahuel Tenaglia 46' | Estádio: Brigadier General Estanislao López Árbitro: Darío Herrera |  |

### Final da Fase Campeão da Copa
| 17 de janeiro de 2021                                                                   | Boca Juniors        | 1 – 1 (5–3 pen.)                                                         | Banfield              | San Juan                                                           |  |
| 22:10 (UTC−3)                                                                           | - Edwin Cardona 63' | Relatório                                                                | - Luciano Lollo 90+5' | Estádio: San Juan del Bicentenario Árbitro: Facundo Tello Figueroa |  |
|                                                                                         |                     | Penalidades                                                              |                       |                                                                    |  |
| - Carlos Tévez - Sebastián Villa - Eduardo Salvio - Carlos Izquierdoz - Julio Buffarini |                     | - Luciano Lollo - Agustín Fontana - Jorge Rodríguez - Juan Pablo Álvarez |                       |                                                                    |  |

## Fase Complementação da Copa
Na Fase Complementação (Fase Complementación), cada grupo foi composto por três terceiros colocados e três quartos colocados da Fase Classificatória (Fase Clasificación). Os jogos dos grupos foram disputados em turno único de 5 rodadas no sistema de pontos corridos, sendo que os terceiros colocados da Fase Classificatória (Fase Clasificación) tiveram direito a três partidas como mandante. Os times foram classificados de acordo com os seguintes critérios: 1) Pontos ganhos (3 pontos por vitória, 1 ponto por empate e 0 pontos por derrota); 2) Saldo de gols; 3) Gols marcados; 4) Pontos ganhos no confronto direto; 5) Saldo de gols no confronto direto; 6) Gols marcados no confronto direto.
A partida final da Fase Complementação da Copa (Fase Complementación) foi disputada entre os líderes de cada grupo em campo neutro. Em caso de empate ao final do tempo regulamentar, o desempate seria decidido na disputa por pênaltis, mas acabou não sendo necessário.

### Grupo A
| Pos | Equipe             | Pts | J | V | E | D | GP | GC | SG | Classificação                |     | ROS | LAN | DYJ | UNI | ALD | PAT |
| --- | ------------------ | --- | - | - | - | - | -- | -- | -- | ---------------------------- | --- | --- | --- | --- | --- | --- | --- |
| 1   | Rosario Central    | 10  | 5 | 3 | 1 | 1 | 10 | 4  | +6 | Final da Fase Complementação |     | —   | —   | 3–0 | 2–2 | —   | 4–0 |
| 2   | Lanús              | 8   | 5 | 2 | 2 | 1 | 6  | 5  | +1 |                              |     | 2–0 | —   | 1–1 | —   | —   | —   |
| 3   | Defensa y Justicia | 8   | 5 | 2 | 2 | 1 | 10 | 10 | 0  |                              | —   | —   | —   | —   | 4–4 | 2–1 |     |
| 4   | Unión              | 7   | 5 | 2 | 1 | 2 | 9  | 8  | +1 |                              | —   | 2–0 | 1–3 | —   | —   | 1–2 |     |
| 5   | Aldosivi           | 4   | 5 | 1 | 1 | 3 | 7  | 10 | −3 |                              | 0–1 | 1–2 | —   | 1–3 | —   | —   |     |
| 6   | Patronato          | 4   | 5 | 1 | 1 | 3 | 4  | 9  | −5 |                              | —   | 1–1 | —   | —   | 0–1 | —   |     |

### Grupo B
| Pos | Equipe                | Pts | J | V | E | D | GP | GC | SG | Classificação                |     | VEL | NOB | RAC | CCO | EST | GOD |
| --- | --------------------- | --- | - | - | - | - | -- | -- | -- | ---------------------------- | --- | --- | --- | --- | --- | --- | --- |
| 1   | Vélez Sarsfield       | 12  | 5 | 4 | 0 | 1 | 10 | 6  | +4 | Final da Fase Complementação |     | —   | —   | 2–1 | —   | 2–3 | 3–2 |
| 2   | Newell's Old Boys     | 9   | 5 | 3 | 0 | 2 | 8  | 5  | +3 |                              |     | 0–1 | —   | —   | 3–1 | 1–0 | —   |
| 3   | Racing                | 8   | 5 | 2 | 2 | 1 | 13 | 7  | +6 |                              | —   | 3–1 | —   | —   | —   | 6–1 |     |
| 4   | Central Córdoba (SdE) | 5   | 5 | 1 | 2 | 2 | 6  | 9  | −3 |                              | 0–2 | —   | 2–2 | —   | —   | 1–1 |     |
| 5   | Estudiantes (LP)      | 4   | 5 | 1 | 1 | 3 | 5  | 7  | −2 |                              | —   | —   | 1–1 | 1–2 | —   | —   |     |
| 6   | Godoy Cruz            | 4   | 5 | 1 | 1 | 3 | 5  | 13 | −8 |                              | —   | 0–3 | —   | —   | 1–0 | —   |     |

### Resultados
| 11 de dezembro de 2020 | Vélez Sarsfield | 2 – 1     | Racing | Buenos Aires             |  |
| 21:10                  |                 | Relatório |        | Estádio: José Amalfitani |  |

| 12 de dezembro de 2020 | Newell's Old Boys | 1 – 0     | Estudiantes (LP) | Rosário                 |  |
| 17:10                  |                   | Relatório |                  | Estádio: Marcelo Bielsa |  |

| 13 de dezembro de 2020 | Unión | 1 – 3     | Defensa y Justicia | Santa Fé             |  |
| 17:10                  |       | Relatório |                    | Estádio: 15 de Abril |  |

| 13 de dezembro de 2020 | Aldosivi | 1 – 2     | Lanús | Mar del Plata               |  |
| 17:10                  |          | Relatório |       | Estádio: José María Minella |  |

| 14 de dezembro de 2020 | Rosario Central | 4 – 0     | Patronato | Rosário                              |  |
| 17:10                  |                 | Relatório |           | Estádio: Estádio Gigante de Arroyito |  |

| 14 de dezembro de 2020 | Central Córdoba (SdE) | 1 – 1     | Godoy Cruz | Santiago del Estero      |  |
| 19:20                  |                       | Relatório |            | Estádio: Alfredo Terrera |  |

| 19 de dezembro de 2020 | Patronato | 0 – 1     | Aldosivi             | Paraná                                                       |  |
| 17:10                  |           | Relatório | Federico Andrada 62' | Estádio: Presbítero Bartolomé Grella Árbitro: Andres Gariano |  |

| 19 de dezembro de 2020 | Godoy Cruz | 0 – 3     | Newell's Old Boys                                            | Mendoza                                                |  |
| 19:20                  |            | Relatório | Maxi Rodríguez 22' · Gonzalo Goñi 32' · Alexis Rodríguez 61' | Estádio: Malvinas Argentinas Árbitro: Patricio Loustau |  |

| 20 de dezembro de 2020 | Lanús               | 1 – 1     | Defensa y Justicia         | Lanús                                               |  |
| 17:10                  | Nicolás Thaller 12' | Relatório | Miguel Ángel Merentiel 43' | Estádio: Ciudad de Lanús Árbitro: Fernando Espinoza |  |

| 20 de dezembro de 2020 | Estudiantes (LP) | 1 – 1     | Racing             | La Plata                                                |  |
| 19:20                  | Leandro Díaz 65' | Relatório | Augusto Solari 25' | Estádio: Jorge Luis Hirschi Árbitro: Fernando Echenique |  |

| 21 de dezembro de 2020 | Rosario Central                      | 2 – 2     | Unión                                   | Rosário                                                |  |
| 19:20                  | Matías Nani 21' · Alan Marinelli 38' | Relatório | Gastón González 5' · Javier Cabrera 75' | Estádio: Gigante de Arroyito Árbitro: Pablo Echavarría |  |

| 21 de dezembro de 2020 | Central Córdoba (SdE) | 0 – 2     | Vélez Sarsfield                               | La Banda                                        |  |
| 19:20                  |                       | Relatório | Ricardo Álvarez 3' · Cristian Tarragona 90+1' | Estádio: Alfredo Terrera Árbitro: Néstor Pitana |  |

| 27 de dezembro de 2020 | Defensa y Justicia | 2 – 1     | Patronato | Florencio Varela                                         |  |
| 17:10                  |                    | Relatório |           | Estádio: Norberto Tomaghello Árbitro: Leandro Rey Hilfer |  |

| 27 de dezembro de 2020 | Racing | 6 – 1     | Godoy Cruz | Avellaneda                                          |  |
| 17:10                  |        | Relatório |            | Estádio: Presidente Perón Árbitro: Nicolás Lamolina |  |

| 28 de dezembro de 2020 | Newell's Old Boys | 3 – 1     | Central Córdoba (SdE) | Rosário                                         |  |
| 17:10                  |                   | Relatório |                       | Estádio: Marcelo Bielsa Árbitro: Mauro Vigliano |  |

| 28 de dezembro de 2020 | Vélez Sarsfield | 2 – 3     | Estudiantes (LP) | Buenos Aires                                   |  |
| 19:20                  |                 | Relatório |                  | Estádio: José Amalfitani Árbitro: Jorge Baliño |  |

| 29 de dezembro de 2020 | Aldosivi | 0 – 1     | Rosario Central | Mar del Plata                                           |  |
| 17:10                  |          | Relatório |                 | Estádio: José María Minella Árbitro: Fernando Rapallini |  |

| 29 de dezembro de 2020 | Unión | 2 – 0     | Lanús | Santa Fé                                    |  |
| 19:20                  |       | Relatório |       | Estádio: 15 de Abril Árbitro: Darío Herrera |  |

| 2 de janeiro de 2021 | Rosario Central                                                               | 3 – 0     | Defensa y Justicia | Rosário                                                  |  |
| 17:30                | - Joaquín Laso 45+2' - Emiliano Vecchio 65' (pen.) - Francesco Lo Celso 90+5' | Relatório |                    | Estádio: Gigante de Arroyito Árbitro: Fernando Echenique |  |

| 3 de janeiro de 2021 | Patronato          | 1 – 1     | Lanús               | Paraná                                                       |  |
| 19:20                | - Junior Arias 88' | Relatório | - Gastón Lodico 75' | Estádio: Presbítero Bartolomé Grella Árbitro: Germán Delfino |  |

| 3 de janeiro de 2021 | Newell's Old Boys | 0 – 1     | Vélez Sarsfield       | Rosário                                        |  |
| 19:20                |                   | Relatório | - Miguel Brizuela 74' | Estádio: Marcelo Bielsa Árbitro: Darío Herrera |  |

| 3 de janeiro de 2021 | Central Córdoba (SdE)                      | 2 – 2     | Racing                                     | La Banda                                            |  |
| 21:30                | - Santiago Rosale 8' - Sebastián Ribas 64' | Relatório | - Matías Rojas 16' - Lorenzo Melgarejo 46' | Estádio: Alfredo Terrera Árbitro: Fernando Espinoza |  |

| 4 de janeiro de 2021 | Aldosivi                     | 1 – 3     | Unión                                                                  | Mar del Plata                                      |  |
| 17:10                | - Francisco Grahl 77' (pen.) | Relatório | - Mauro Luna Diale 5' - Ezequiel Cañete 80' - Juan Manuel García 90+2' | Estádio: José María Minella Árbitro: Silvio Trucco |  |

| 5 de janeiro de 2021 | Godoy Cruz           | 1 – 0     | Estudiantes (LP) | Mendoza                                                  |  |
| 19:20                | - Tomás Badaloni 17' | Relatório |                  | Estádio: Malvinas Argentinas Árbitro: Hernán Mastrángelo |  |

| 9 de janeiro de 2021 | Lanús                                       | 2 – 0     | Rosario Central | Lanús                                              |  |
| 17:10                | - Franco Orozco 10' - José Manuel López 29' | Relatório |                 | Estádio: Ciudad de Lanús Árbitro: Pablo Echavarría |  |

| 9 de janeiro de 2021 | Unión                  | 1 – 2     | Patronato                                 | Santa Fé                                    |  |
| 17:10                | - Mauro Luna Diale 13' | Relatório | - Gustavo Canto 10' - Franco Calderón 31' | Estádio: 15 de Abril Árbitro: Andrés Merlos |  |

| 9 de janeiro de 2021 | Vélez Sarsfield                                                          | 3 – 2     | Godoy Cruz                               | Buenos Aires                                             |  |
| 19:20                | - Juan Martín Lucero 12' - Hernán De La Fuente 45+2' - Agustín Mulet 63' | Relatório | - Martín Ojeda 16' - Leonel González 62' | Estádio: José Amalfitani Árbitro: Facundo Tello Figueroa |  |

| 9 de janeiro de 2021 | Racing                                         | 3 – 1     | Newell's Old Boys        | Avellaneda                                            |  |
| 19:20                | - Héctor Fértoli 37', 41' - Lisandro López 83' | Relatório | - Sebastián Palacios 29' | Estádio: Presidente Perón Árbitro: Fernando Echenique |  |

| 11 de janeiro de 2021 | Estudiantes (LP)        | 1 – 2     | Central Córdoba (SdE)                      | Ciudad de La Plata                      |  |
| 21:30                 | - Martín Cauteruccio 7' | Relatório | - Abel Argañaraz 60' - Cristian Vega 90+2' | Estádio: La Plata Árbitro: Jorge Broggi |  |

| 14 de janeiro de 2021 | Defensa y Justicia                                                              | 4 – 4     | Aldosivi                                                                    | Florencio Varela                                     |  |
| 17:45                 | - Miguel Ángel Merentiel 33', 43' - Washington Camacho 42' - Luis Ingolotti 52' | Relatório | - Mario López Quintana 21' - Malcom Braida 24' - Rodrigo Contreras 73', 85' | Estádio: Norberto Tomaghello Árbitro: Mauro Vigliano |  |

### Final da Fase Complementação da Copa
| 16 de janeiro de 2021 | Vélez Sarsfield                                                   | 3 – 1     | Rosario Central      | San Juan                                                     |  |
| 22:10 (UTC−3)         | - Ricardo Centurión 8' - Thiago Almada 79' - Florián Monzón 90+1' | Relatório | - Alan Marinelli 25' | Estádio: San Juan del Bicentenario Árbitro: Patricio Loustau |  |

## Repescagem para a Copa Sul-Americana de 2022
O vencedor da Fase Complementação da Copa (Fase Complementación) disputará uma partida em campo neutro contra o vice-campeão da Fase Campeão da Copa (Fase Campeón) em busca de uma vaga para a Copa Sul-Americana de 2022. Em caso de empate ao final do tempo regulamentar, o desempate será decidido na disputa por pênaltis.
|  | Vélez Sarsfield           | 2–3 | Banfield                    |  |  |
|  | Janson 26' · Orellano 51' |     | Pons 13', 21' · Cabrera 72' |  |  |

## Estatísticas
| Gols | Jogador                | Clube              |
| ---- | ---------------------- | ------------------ |
| 6    | Ramón Ábila            | Boca Juniors       |
| 6    | Luis Miguel Rodríguez  | Colón              |
| 6    | Miguel Ángel Merentiel | Defensa y Justicia |
| 5    | Agustín Fontana        | Banfield           |
| 5    | Giuliano Galoppo       | Banfield           |
| 5    | Alan Velasco           | Independiente      |
| 5    | Sebastián Palacios     | Newell's Old Boys  |
| 5    | Alan Marinelli         | Rosário Central    |
| 5    | Emiliano Vecchio       | Rosário Central    |

| Total | Jogador           | Clube              |
| ----- | ----------------- | ------------------ |
| 7     | Martín Payero     | Banfield           |
| 5     | Víctor Hugo Ayala | Gimnasia y Esgrima |
| 4     | Emiliano Vecchio  | Rosário Central    |
| 4     | Edwin Cardona     | Boca Juniors       |
| 4     | Tomás Pochettino  | Talleres           |
| 4     | Alex Vigo         | Colón              |
| 3     | Mariano Bíttolo   | Newell's Old Boys  |
| 3     | Ángel Romero      | San Lorenzo        |
| 3     | Mauricio Cuero    | Banfield           |
| 3     | Lucas Villalba    | Aldosivi           |
| 3     | Diego Valoyes     | Talleres           |
| 3     | Alexis Rodríguez  | Newell's Old Boys  |
| 3     | Pedro de La Vega  | Lanús              |
| 3     | Luca Orellano     | Vélez Sarsfield    |

## Premiação
| Copa Diego Armando Maradona de 2020            |
| ---------------------------------------------- |
| Club Atlético Boca Juniors Campeão (1º título) |